# Tadeusz Żelski
Tadeusz Żelski wł. Tadeusz Brick (ur. w 1895 lub 1898 w Warszawie, zm. w 1944 tamże) – polski aktor teatralny i filmowy.

## Życiorys
Początkowo występował pod nazwiskiem Brick-Żelski, a od 1921 roku - wyłącznie Żelski. Był członkiem zespołów teatralnych: Teatru Polskiego i Teatru Powszechnego w Wilnie (1920-1921), Teatru Praskiego (1921-1922), Teatru Polskiego i Teatru Małego w Warszawie (1922-1923) oraz Teatru im. Aleksandra Fredry w Warszawie (1925). W sezonie 1925/1926 grał w objazdowym teatrze Rybałt, a następnie powrócił na sceny stołeczne: Teatru Ćwiklińskiej i Fertnera (1927), teatrów Qui Pro Quo (1928-1930), Banda (1932) oraz Aktora (1935), a następnie występował w Teatrze Ateneum (1936-1939).
Podczas II wojny światowej współpracował z jawnym teatrem Jar w Warszawie. Wziął również udział w nazistowskim filmie propagandowym "Heimkehr" z 1941 roku, gdzie wcielił się w postać ministra Józefa Becka. Zginął podczas powstania warszawskiego.
Był ojcem aktora Jacka Bricka (1930-2010). Został pochowany w symbolicznym grobie na cmentarzu ewangelicko-augsburskim w Warszawie (kwatera B 4/24).

## Filmografia
- Grzeszna miłość (1929)
- Heimkehr (1941) - Józef Beck